# Liège Island
Liège Island (französisch Île Liège, spanisch Isla Lieja, jeweils sinngemäß übersetzt Lüttichinsel) ist eine Insel im Palmer-Archipel vor der Nordwestküste der Antarktischen Halbinsel. Sie liegt unmittelbar nordöstlich der Brabant-Insel, von der sie durch die Bouquet Bay getrennt ist.
Kartographiert wurde die Insel bei der Belgica-Expedition (1897–1899) unter der Leitung des belgischen Polarforschers Adrien de Gerlache de Gomery, der sie nach der belgischen Province de Liège (deutsch Provinz Lüttich) benannte.